# Расстригин (Дубовский район)
Расстригин — хутор в Дубовском районе Волгоградской области России. Входит в состав Суводского сельского поселения.

## История
По сведениям А. А. Минха казачий хутор Разстригина возник на землях станицы Александровской Царицынского уезда Саратовской губернии.
В 1919 году хутор в составе Царицынского уезда вошёл в состав Царицынской губернии.
В 1928 году включён в состав Дубовского района Нижне-Волжского края (с 1934 года — Сталинградского края). Находился в составе Суводского сельсовета. В 1935 году Расстригин вошёл в состав новообразованного Балыклейского района. В 1963 году, в связи с ликвидацией Балыклейского района, Суводский сельсовет был включён в состав Дубовского района.

## География
Хутор находится в центральной части Волгоградской области, в степной зоне, в пределах Приволжской возвышенности, на правом берегу реки Берёзовая (впадает в залив Горный Балыклей Волгоградского водохранилища), на расстоянии примерно 50 километров (по прямой) к северо-северо-востоку (NNE) от города Дубовка, административного центра района. Абсолютная высота — 29 метров над уровнем моря.
Часовой пояс
Хутор Расстригин, как и вся Волгоградская область, находится в часовой зоне МСК (московское время). Смещение применяемого времени относительно UTC составляет +3:00.

## Население
| 2010 |
| ---- |
| 66   |

Гендерный состав
По данным Всероссийской переписи населения 2010 года в гендерной структуре населения мужчины составляли 51,5 %, женщины — соответственно 48,5 %.
Национальный состав
Согласно результатам переписи 2002 года, в национальной структуре населения русские составляли 62 % из 69 человек.

## Улицы
Уличная сеть хутора состоит из одной улицы (ул. Дружная).